# Far East Cup
Far East Cup är en årlig tävlingsserie i utförsåkning på skidor med tävlingar i Asien, som arrangeras av det internationella skidsportförbundet FIS. Tävlingssäsongen är anpassad efter norra halvklotets vinter, så att den börjar i slutet av december och pågår till mitten av mars kommande kalenderår, även om säsongernas officiella namn enbart går efter avslutningsåret.
De flesta loppen körs i vintersportorter i Kina, Sydkorea, Ryssland och Japan, och man tävlar i slalom, storslalom, kombination och super-G.
Far East Cup är en av fem kontinentalcuper under Världscupen. De övriga fyra kontinentalcuperna är Europacupen (Europa), Nor-Am Cup (i Kanada och USA), South American Cup (i Chile och Argentina) samt Australia New Zealand Cup.
Japan, Sydkorea och Kina har 30 startplatser per tävling. Övriga asiatiska skidförbund har 10 startplatser. Värdnationen har 50 startplatser. Deltagare från andra delar av världen måste placera sig topp 1000 på FIS-listan.

## Vinnare

### Totalsegrare[1]
| Säsong |                    | Herrar              | Herrar               |                | Damer                 | Damer |
| Säsong | Namn               | Nation              | Namn                 | Nation         |                       |       |
| ------ | ------------------ | ------------------- | -------------------- | -------------- | --------------------- | ----- |
| 1999   | Seung-wook Hur     | Sydkorea            | Kumiko Kashiwagi     | Japan          |                       |       |
| 2000   | Rishu Okada        | Japan               | Kumiko Kashiwagi (2) | Japan          |                       |       |
| 2001   | Inga tävlingar     | Inga tävlingar      | Inga tävlingar       | Inga tävlingar |                       |       |
| 2002   | Tetsuya Ootaki     | Japan               | Kumiko Kashiwagi (3) | Japan          |                       |       |
| 2003   | Tetsuya Ootaki (2) | Japan               | Kumiko Kashiwagi (4) | Japan          |                       |       |
| 2004   | Toshiyuki Doi      | Japan               | Hiromi Yumoto        | Japan          |                       |       |
| 2005   | Min-heuk Kang      | Sydkorea            | Hiromi Yumoto (2)    | Japan          |                       |       |
| 2006   | Masashi Hanada     | Japan               | Mizue Hoshi          | Japan          |                       |       |
| 2007   | Yasuhiro Ikuta     | Japan               | Kazumi Yasuda        | Japan          |                       |       |
| 2008   | Min-heuk Kang      | Sydkorea            | Mizue Hoshi (2)      | Japan          |                       |       |
| 2009   | Yasuhiro Ikuta (2) | Japan               | Noe Okamoto          | Japan          |                       |       |
| 2010   | Donghyun Jung      | Sydkorea            | Emiko Kiyosawa       | Japan          |                       |       |
| 2011   | Donghyun Jung (2)  | Sydkorea            | Mizue Hoshi (3)      | Japan          |                       |       |
| 2012   | Donghyun Jung (3)  | Sydkorea            | Mizue Hoshi (4)      | Japan          |                       |       |
| 2013   | Tomoya Ishii       | Japan               | Moe Hanaoka          | Japan          |                       |       |
| 2014   | Ryunosuke Ohkoshi  | Japan               | Sakurako Mukogawa    | Japan          |                       |       |
| 2015   | Hideyuki Narita    | Japan               | Emi Hasegawa         | Japan          |                       |       |
| 2016   | Donghyun Jung (4)  | Sydkorea            | Asa Ando             | Japan          |                       |       |
| 2017   | Pavel Trichitjev   | Ryssland            | Asa Ando (2)         | Japan          |                       |       |
| 2018   |                    | Hideyuki Narita (2) | Japan                |                | Sakurako Mukogawa (2) | Japan |